# Fontana di vicolo Pola

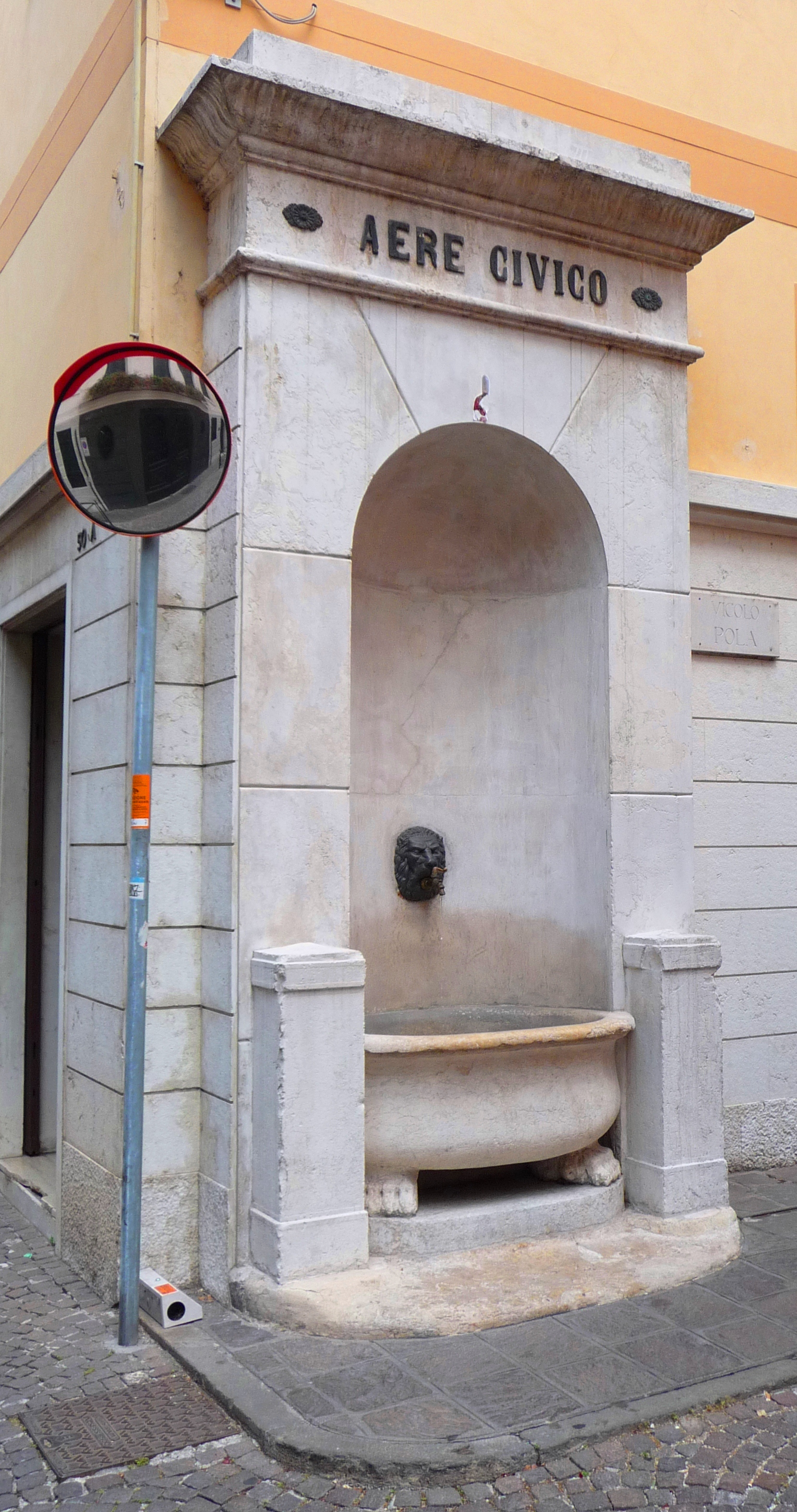
Fontana di vicolo Pola

La fontana di Vicolo Pola è una fontana di Treviso che si trova all'incrocio tra via Manin e vicolo Pola.

## Storia
L'acqua della fonte nella contrada dietro Pola venne studiata, assieme ad altre cinque della città (tra le quali la fontana di piazza San Leonardo), nelle sue proprietà organolettiche da Bartolomeo Zanon alla metà dell'Ottocento. Seguì a questa analisi la stesura di un documento datato  1847, dal titolo Analisi delle acque potabili di Treviso.

## Descrizione
La fontana è inserita in una esedra in pietra d'Istria inserita nell'edificio. L'acqua sgorga ad una maschera leonina in ghisa, dotata di un rubinetto con erogazione a pulsante e viene raccolta in una vasca in pietra poggiante su quattro zampe di leone.
Sopra al portale che contorna il fornice dell'esedra è applicata la scritta in bronzo: AERE CIVICO. Due paracarri, sempre in pietra, proteggono la fontana.